# Cyclisme aux Jeux olympiques de la jeunesse de 2018
Navigation
Édition précédente Édition suivante
Les épreuves de cyclisme aux Jeux olympiques de la jeunesse de 2018 ont lieu aux Bosques de Palermo de Buenos Aires, en Argentine, du 7 au 17 octobre 2018.

## Format
Pour les épreuves de cyclisme Jeux olympiques de la jeunesse d'été, au lieu de compétiteurs séparés, ils s'affrontent en équipe. Dans l'épreuve par équipe combinée garçons et filles, deux athlètes s'affrontent ensemble. L'événement contient cinq étapes; trois épreuves sur route (course sur route, critérium et contre-la-montre) et deux épreuves de cross-country (éliminateur de cross-country et short track). Un membre de chaque équipe participe à chaque étape à l'exception de la course sur route où les deux cyclistes concourent.
Deux épreuves mixtes de BMX (course et freestyle park) auront lieu avec chaque équipe contenant un garçon et une fille. L'événement du parc freestyle contiendra une équipe d'athlètes de différentes nations.

## Qualification
Chaque Comité National Olympique (CNO) peut inscrire un maximum de 1 équipe de 2 athlètes pour les épreuves combinées et l'épreuve de course de BMX. Pour l'événement de BMX Freestyle Park, chaque CNO peut inscrire un maximum d'un garçon et d'une fille. En tant qu'hôte, l'Argentine a reçu une équipe pour participer aux épreuves combinées et aux courses de BMX, et six autres équipes, deux dans chacune des épreuves combinées et une épreuve de BMX, seront décidées par la Commission tripartite. Les quotas restants pour les épreuves combinées doivent être déterminés par le classement des nations juniors, calculé en utilisant le meilleur classement sur route ou en VTT.
Les quotas restants pour l'épreuve mixte de BMX Racing sont déterminés par les classements des nations juniors BMX des JOJ, calculés en utilisant le meilleur classement par nations BMX hommes et femmes juniors. Les quotas pour l'épreuve Mixed BMX Freestyle Park sont déterminés par le classement des personnes après les Championnats du monde de cyclisme urbain 2017.
Pour pouvoir participer aux Jeux olympiques de la jeunesse, les athlètes doivent être nés entre le 1er janvier 2000 et le 31 décembre 2001.

### Épreuve combinée par équipes
| Épreuve                     | Lieu | Date         | Total places | Qualifiés garçons | Qualifiées filles |
| --------------------------- | ---- | ------------ | ------------ | --- | --- |
| Pays organisateur           | -    | -            | 1            | Argentine | Argentine |
| YOG Junior Nation Rankings, | -    | 1er novembre | 17/18        | Suisse Kazakhstan Italie Danemark Israël Espagne Nouvelle-Zélande Tchéquie Royaume-Uni Japon Pologne Hongrie Mexique Slovénie Chili Slovaquie Russie | Royaume-Uni Italie Autriche Danemark Suisse Hongrie Russie Nouvelle-Zélande Chine Mexique Japon Luxembourg Colombie Éthiopie Pologne Égypte Brésil Kazakhstan |
| Invitation                  | -    | -            | 2/1          | Luxembourg Érythrée | Érythrée |
| Total                       |      |              |              | 20 | 20 |

### BMX mixte
| Épreuve                        | Lieu | Date         | Total places | Équipe qualifiée |
| ------------------------------ | ---- | ------------ | ------------ | --- |
| Pays organisateur              | -    | -            | 1 0          | Argentine |
| YOG BMX Junior Nation Rankings | -    | 1er novembre | 13 15        | Royaume-Uni Suisse Colombie Lettonie Japon Allemagne Nouvelle-Zélande Brésil Équateur Chili Thaïlande Mexique Bolivie Tchéquie Slovaquie |
| Total                          |      |              |              | 15 |

### BMX Freestyle mixte
| Épreuve                                  | Lieu    | Date               | Total places | Qualifiés garçons                                                  | Qualifiées filles                                                   |
| ---------------------------------------- | ------- | ------------------ | ------------ | ------------------------------------------------------------------ | ------------------------------------------------------------------- |
| Championnats du monde de cyclisme urbain | Chengdu | 8-12 novembre 2017 | 8            | Argentine Brésil Colombie Tchéquie Allemagne Japon Lettonie Russie | Argentine Brésil Colombie Tchéquie Allemagne Japon Russie Venezuela |
| Total                                    |         |                    |              | 8                                                                  | 8                                                                   |

- Aucun pays africain n'a participé à l'événement et les quotas ont été distribués à la nation classée suivante.

## Compétitions
| Épreuve                         | Or                                                                          | Argent                                  | Bronze                                        |
| Garçons par équipes             | Kazakhstan Gleb Brussenskiy Yevgeniy Fedorov                                | Luxembourg Nicolas Kess Arthur Kluckers | Grande-Bretagne Harry Birchill Sean Flynn     |
| Filles par équipes              | Danemark Sofie Heby Pedersen Mie Saabye                                     | Autriche Laura Stigger Hannah Streicher | Hongrie Virág Buzsáki Blanka Kata Vas         |
| Course BMX par équipes mixte    | Russie Ilia Beskrovnyy Varvara Ovchinnikova                                 | Suisse Kevin Schunck Zoé Claessens      | Colombie Juan Ramírez Valencia Gabriela Bolle |
| BMX freestyle par équipes mixte | Argentine Inaki Iriartes Agustina Roth Allemagne Evan Brandes Lara Lessmann | Non-décernée                            | Japon Kanami Tanno Yuma Oshimo                |

## Tableau des médailles
| Rang  | Nation          | Or | Argent | Bronze | Total |
| ----- | --------------- | -- | ------ | ------ | ----- |
| 1     | Allemagne       | 1  | 0      | 0      | 1     |
| 1     | Argentine       | 1  | 0      | 0      | 1     |
| 1     | Danemark        | 1  | 0      | 0      | 1     |
| 1     | Kazakhstan      | 1  | 0      | 0      | 1     |
| 1     | Russie          | 1  | 0      | 0      | 1     |
| 6     | Autriche        | 0  | 1      | 0      | 1     |
| 6     | Luxembourg      | 0  | 1      | 0      | 1     |
| 6     | Suisse          | 0  | 1      | 0      | 1     |
| 9     | Colombie        | 0  | 0      | 1      | 1     |
| 9     | Grande-Bretagne | 0  | 0      | 1      | 1     |
| 9     | Hongrie         | 0  | 0      | 1      | 1     |
| 9     | Japon           | 0  | 0      | 1      | 1     |
| Total | Total           | 5  | 3      | 4      | 12    |